# ککش
کِکِش (به مجاری: Kékes) یک کوه در مجارستان است که در هوش واقع شده‌است. ککش ۱٬۰۱۴ متر بالاتر از سطح دریا واقع شده‌است.